# رزم‌ناو کلاس لگزینگتون
بتل‌کروزر کلاس لگزینگتون (به انگلیسی: Lexington-class battlecruiser) یک کلاس از کشتی است که طول آن ۸۷۴ فوت (۲۶۶٫۴ متر) می‌باشد.